# Wybory parlamentarne na Ukrainie w 2006 roku

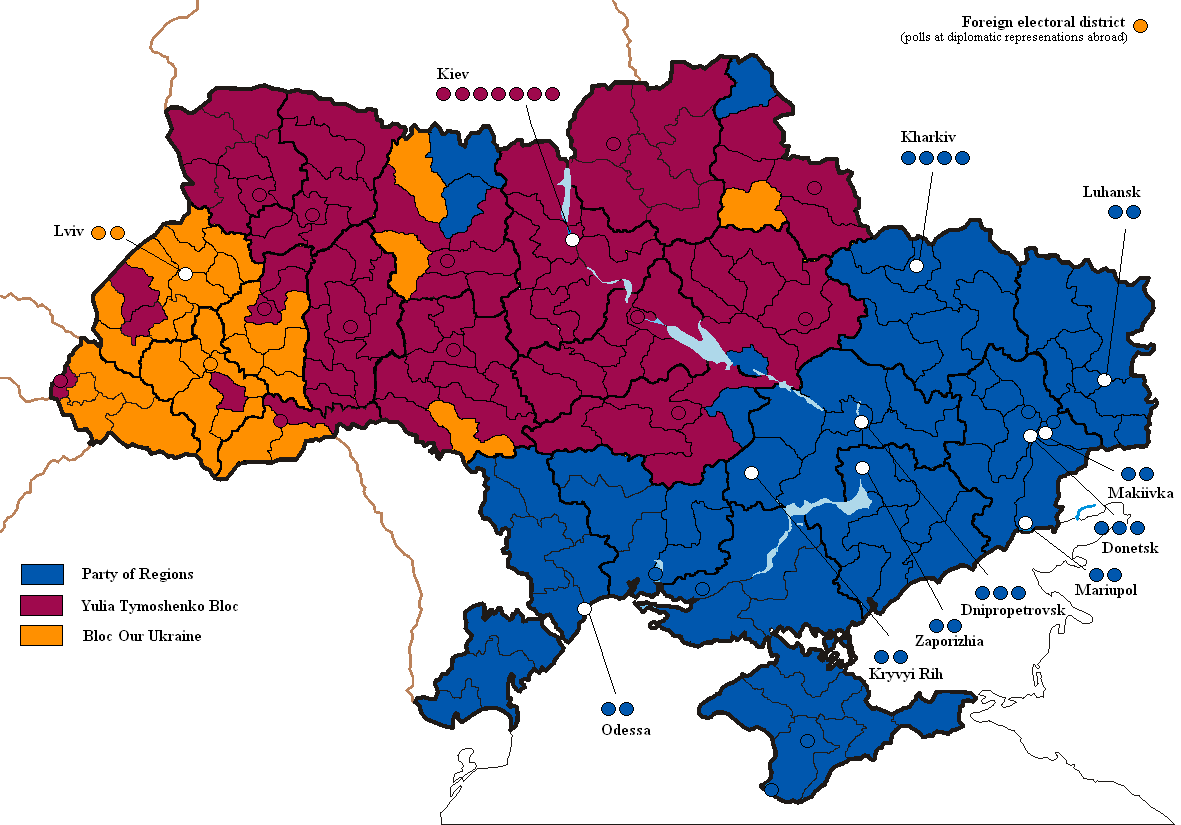
Wybory parlamentarne na Ukrainie 2006 - partie zwycięskie w okręgach

Wybory parlamentarne na Ukrainie – wybory do Rady Najwyższej Ukrainy, które odbyły się 26 marca 2006 roku. Kampania wyborcza oficjalnie rozpoczęła się 7 lipca 2005 roku. W okresie między 26 listopada a 31 grudnia 2005 zostały uformowane partyjne listy z nazwiskami kandydatów. Odbyły się według systemu proporcjonalnego, zmienionego w porównaniu do poprzednich wyborów. 
1 stycznia 2006 roku w wyniku wprowadzenia reformy konstytucyjnej, rola parlamentu została zwiększona kosztem uprawnień prezydenta republiki. Przede wszystkim parlament uzyskał możliwość powoływania premiera i rządu. Można uznać, że wybory parlamentarne na Ukrainie są jednocześnie wyborem szefa rządu, gdyż partia polityczna lub blok wyborczy, który zwycięży w wyborach, otrzyma również prawo do powołania kandydata na urząd premiera Ukrainy. 
Do parlamentu weszły te partie polityczne i bloki, który przekroczyły 3-procentowy próg wyborczy.

## Oficjalne wyniki
|  | Partia                                                        | Głosy      | Procent    | Mandaty (zmiana) | Mandaty (zmiana) | % mandatów |
|  | ------------------------------------------------------------- | ---------- | ---------- | ---------------- | ---------------- | ---------- |
|  | Partia Regionów, (Партія регіонів)                            | 8 148 745  | 32,14%     | 186              | +84*             | 41,32      |
|  | Blok Julii Tymoszenko, (Блок Юлії Тимошенко)                  | 5 652 876  | 22,29%     | 129              | +108             | 28,67      |
|  | Nasza Ukraina, (Наша Україна)                                 | 3 539 140  | 13,95%     | 81               | -31              | 18,0       |
|  | Socjalistyczna Partia Ukrainy, (Соціалістична партія України) | 1 444 224  | 5,69%      | 33               | +10              | 7,34       |
|  | Komunistyczna Partia Ukrainy, (Комуністична партія України)   | 929 591    | 3,66%      | 21               | -45              | 4,67       |
|  | Blok Natalii Witrenko - Ludowa Opozycja                       | 743 704    | 2,93%      | 0                | 0                | -          |
|  | Blok Łytwyna                                                  | 619 905    | 2,44%      | 0                | 0                | -          |
|  | Ukraiński Narodowy Blok Kostenka i Pluszcza                   | 476 155    | 1,87%      | 0                | 0                | -          |
|  | Partia Wicze                                                  | 441 912    | 1,74%      | 0                | 0                | -          |
|  | Blok Reformy i Porządek-PORA                                  | 373 478    | 1,47%      | 0                | 0                | -          |
|  | Opozycyjny Blok NIE TAK!                                      | 257 106    | 1,01%      | 0                | 0                | -          |
|  | Razem                                                         | 25 352 380 | 89,19%     | 450              | -                | 100,0%     |
|  | Frekwencja                                                    | Frekwencja | Frekwencja | Frekwencja       | Frekwencja       | 67,13%     |

- Partia Regionów w wyborach w 2002 roku wystartowała w sojuszu Za Jedyną Ukrainę